# Emily in Paris
Emily in Paris is een Amerikaanse televisieserie, geproduceerd voor Netflix. De serie volgt het leven van Emily Cooper, een marketingstrateeg die haar leven in Chicago achterlaat om te werken bij een Frans marketingbedrijf in Parijs. Naast Parijs en Chicago spelen enkele afleveringen zich af in Saint-Tropez, Versailles en de Provence.
Het eerste seizoen, bestaande uit tien afleveringen, ging in première in oktober 2020. Het tweede seizoen werd in december 2021 uitgebracht. Kort na de release bevestigde Netflix de komst van een derde en vierde seizoen. Het derde seizoen verscheen in december 2022. Het vierde seizoen werd in 2024 uitgebracht in twee delen, waarbij een aantal afleveringen zich afspeelt in Rome.

## Verhaal
Emily (Lily Collins) krijgt de kans om voor een jaar naar Parijs te verhuizen als vervanger van haar baas Madeline (Kate Walsh), die onverwacht zwanger is. Hun bedrijf in Chicago heeft het Franse marketingbureau Savoir overgenomen, en Emily wordt naar Parijs gestuurd om de Amerikaanse visie te vertegenwoordigen. Ze spreekt echter geen Frans en wordt aanvankelijk niet met open armen ontvangen door haar Franse collega's. Wanneer haar langeafstandsrelatie met haar vriend strandt, besluit Emily op zoek te gaan naar nieuwe liefde in Parijs. Na een moeizame start vindt ze haar plek, zowel professioneel als persoonlijk, met de steun van haar collega's Sylvie (Philippine Leroy-Beaulieu), Julien (Samuel Arnold) en Luc (Bruno Gouery) en haar vrienden Mindy (Ashley Park), Camille (Camille Razat) en Gabriel (Lucas Bravo).

## Rolverdeling
Legenda
 = Hoofdrol
 = Bijrol
 = Gastrol
 = Geen rol
| Lily Collins              | Emily Cooper                          | 10 | 10 | 10 | 10 | 40 |
| Lucas Bravo               | Gabriel                               | 10 | 10 | 9  | 10 | 39 |
| Philippine Leroy-Beaulieu | Sylvie Grateau                        | 10 | 10 | 10 | 10 | 40 |
| Ashley Park               | Mindy Chen                            | 10 | 10 | 10 | 10 | 40 |
| Samuel Arnold             | Julien                                | 10 | 10 | 10 | 10 | 40 |
| Bruno Gouery              | Luc                                   | 10 | 10 | 10 | 10 | 40 |
| Camille Razat             | Camille                               | 7  | 9  | 8  | 10 | 34 |
| William Ababie            | Antoine Lambert                       | 5  | 5  | 4  | 4  | 18 |
| Jean-Christophe Bouvet    | Pierre Cadault                        | 3  | 4  | 3  |    | 10 |
| Kate Walsh                | Madeline Wheeler                      | 2  | 3  | 3  |    | 8  |
| Charles Martins           | Mathieu Cadault                       | 3  | 3  |    |    | 6  |
| Lucien Laviscount         | Alfie                                 |    | 7  | 8  | 4  | 19 |
| Kevin Dias                | Benoît                                |    | 6  | 6  | 4  | 16 |
| Søren Brengendal          | Erik de Groot                         |    | 5  | 4  |    | 9  |
| Paul Forman               | Nicolas de Léon                       |    |    | 6  | 7  | 13 |
| Melia Kreiling            | Sofia Sideris                         |    |    | 4  | 4  | 8  |
| Céline Menville           | Jacqueline, Emily's Franse leerkracht | 1  | 4  |    |    | 5  |
| Camille Japy              | Louise, Camille's moeder              | 1  | 2  | 2  | 2  | 7  |
| Christophe Guybet         | Gerard, Camille's vader               | 1  | 2  | 2  | 2  | 7  |
| Victor Meutelet           | Timothée, Camille's broer             | 1  | 1  | 1  | 2  | 5  |
| Charley Fouquet           | Catherine Lambert, Antoine's vrouw    | 3  | 2  | 1  |    | 6  |
| Arnaud Binard             | Laurent G.                            |    | 2  | 4  | 6  | 12 |

## Seizoenen
|   | Seizoen | Aantal afleveringen | Originele uitzenddatum |
| - | ------- | ------------------- | ---------------------- |
|   | 1       | 10                  | 2 oktober 2020         |
|   | 2       | 10                  | 22 december 2021       |
|   | 3       | 10                  | 21 december 2022       |
|   | 4       | 5                   | 15 augustus 2024       |
| 5 | 4       | 12 september 2024   |                        |

### Seizoen 1: 2020
| Nr. in serie | Nr. in seizoen | Titel                        | Regisseur      | Schrijver                    | Uitzenddatum VS |  |
| ------------ | -------------- | ---------------------------- | -------------- | ---------------------------- | --------------- |  |
| 1            | 1              | Emily in Paris               | Andrew Fleming | Darren Star                  | 2 oktober 2020  |  |
| 2            | 2              | Masculin Féminin             | Andrew Fleming | Darren Star                  | 2 oktober 2020  |  |
| 3            | 3              | Sexy or Sexist               | Andrew Fleming | Darren Star                  | 2 oktober 2020  |  |
| 4            | 4              | A Kiss Is Just A Kiss        | Zoe Cassavetes | Kayla Alpert                 | 2 oktober 2020  |  |
| 5            | 5              | Faux Amis                    | Zoe Cassavetes | Ali Waller and Joe Murphy    | 2 oktober 2020  |  |
| 6            | 6              | Ringarde                     | Andrew Fleming | Matt Whitaker                | 2 oktober 2020  |  |
| 7            | 7              | French Ending                | Andrew Fleming | Emily Goldwyn and Sarah Choi | 2 oktober 2020  |  |
| 8            | 8              | Family Affair                | Andrew Fleming | Grant Sloss                  | 2 oktober 2020  |  |
| 9            | 9              | An American Auction in Paris | Peter Lauer    | Alison Brown                 | 2 oktober 2020  |  |
| 10           | 10             | Cancel Couture               | Peter Lauer    | Grant Sloss                  | 2 oktober 2020  |  |

### Seizoen 2: 2021
| Nr. in serie | Nr. in seizoen | Titel                                         | Regisseur          | Schrijver    | Uitzenddatum VS  |  |
| ------------ | -------------- | --------------------------------------------- | ------------------ | ------------ | ---------------- |  |
| 11           | 1              | Voulez-Vous Coucher Avec Moi?                 | Andrew Fleming     | Darren Star  | 22 december 2021 |  |
| 12           | 2              | Do You Know the Way to St. Tropez?            | Andrew Fleming     | Grant Sloss  | 22 december 2021 |  |
| 13           | 3              | Bon Anniversaire!                             | Andrew Fleming     | Alison Brown | 22 december 2021 |  |
| 14           | 4              | Jules and Em                                  | Peter Lauer        | Joe Murphy   | 22 december 2021 |  |
| 15           | 5              | An Englishman in Paris                        | Katina Medina Mora | Sarah Choi   | 22 december 2021 |  |
| 16           | 6              | Boiling Point                                 | Katina Medina Mora | Alison Brown | 22 december 2021 |  |
| 17           | 7              | The Cook, the Thief, Her Ghost, and His Lover | Jennifer Arnold    | Joe Murphy   | 22 december 2021 |  |
| 18           | 8              | Champagne Problems                            | Jennifer Arnold    | Darren Star  | 22 december 2021 |  |
| 19           | 9              | Scents & Sensibility                          | Andrew Fleming     | Sarah Choi   | 22 december 2021 |  |
| 20           | 10             | French Revolution                             | Andrew Fleming     | Grant Sloss  | 22 december 2021 |  |

### Seizoen 3: 2022
| Nr. in serie | Nr. in seizoen | Titel                              | Regisseur          | Schrijver    | Uitzenddatum VS  |  |
| ------------ | -------------- | ---------------------------------- | ------------------ | ------------ | ---------------- |  |
| 21           | 1              | I Have Two Lovers                  | Andrew Fleming     | Grant Sloss  | 21 december 2022 |  |
| 22           | 2              | What's It All About...             | Andrew Fleming     | Alison Brown | 21 december 2022 |  |
| 23           | 3              | Coo D'état                         | Andrew Fleming     | Joe Murphy   | 21 december 2022 |  |
| 24           | 4              | Live from Paris, It's Emily Cooper | Erin Ehrlich       | Sarah Choi   | 21 december 2022 |  |
| 25           | 5              | Ooo La La Liste                    | Erin Ehrlich       | Robin Schiff | 21 december 2022 |  |
| 26           | 6              | Ex-en-Provence                     | Peter Lauer        | Liz Eney     | 21 december 2022 |  |
| 27           | 7              | How to Lose a Designer in 10 Days  | Katina Medina Mora | Joe Murphy   | 21 december 2022 |  |
| 28           | 8              | Fashion Victim                     | Katina Medina Mora | Alison Brown | 21 december 2022 |  |
| 29           | 9              | Love Is in the Air                 | Andrew Fleming     | Grant Sloss  | 21 december 2022 |  |
| 30           | 10             | Charade                            | Andrew Fleming     | Darren Star  | 21 december 2022 |  |

### Seizoen 4: 2024
| Nr. in serie | Nr. in seizoen | Titel               | Regisseur | Schrijver                        | Uitzenddatum VS   |  |
| ------------ | -------------- | ------------------- | --------- | -------------------------------- | ----------------- |  |
| 31           | 1              | Break Point         | TBA       | Grant Sloss                      | 15 augustus 2024  |  |
| 32           | 2              | Love on the Run     | TBA       | Alison Brown                     | 15 augustus 2024  |  |
| 33           | 3              | Masquerade          | TBA       | Joe Murphy                       | 15 augustus 2024  |  |
| 34           | 4              | The Grey Area       | TBA       | Prathi Srinivasan en Joshua Levy | 15 augustus 2024  |  |
| 35           | 5              | Trompe l'oeil       | TBA       | Joe Murphy                       | 15 augustus 2024  |  |
| 36           | 6              | Last Christmas      | TBA       | Grant Sloss                      | 12 september 2024 |  |
| 37           | 7              | Lost in translation | TBA       | Alison Brown                     | 12 september 2024 |  |
| 38           | 8              | TBA                 | TBA       | Liz Eney and Joe Murphy          | 12 september 2024 |  |
| 39           | 9              | TBA                 | TBA       | Grant Sloss en Robin Schiff      | 12 september 2024 |  |
| 40           | 10             | Roman Holiday       | TBA       | Darren Star                      | 12 september 2024 |  |

## Locaties
| Locaties | S01 | S02 | S03 | S04 |
| -------- | --- | --- | --- | --- |
| Chicago  | X   |     |     |     |
| Parijs   | X   | X   | X   | X   |
| Rome     |     |     |     | X   |

## Trivia
- Het vierde seizoen speelt zich deels af in Rome. De opnames verplaatsten zich naar Italië nadat alle scènes in Parijs voltooid waren, vanwege de voorbereidingen voor de Olympische Spelen in de stad.[1]